# تريفور بول
تريفور بول (بالإنجليزية: Trevor Bull) هو دراج بريطاني، ولد في 28 ديسمبر 1944 في برمنغهام في المملكة المتحدة، وتوفي في 4 أبريل 2009.

## وصلات خارجية
- تريفور بول على موقع أرشيف الدراجات (الإنجليزية)
- تريفور بول على موقع إحصائيات الدراجات الإحترافية (الإنجليزية)
- تريفور بول على موقع أوليمبيديا (الإنجليزية)
- تريفور بول على موقع اللجنة الأولمبية البريطانية (الإنجليزية)